# Maluenda
Maluenda település Spanyolországban,  Zaragoza tartományban. Maluenda Villalba de Perejil, Belmonte de Gracián, Velilla de Jiloca, Morata de Jiloca, Alarba, Olvés, Munébrega és Paracuellos de Jiloca községekkel határos. Lakosainak száma 915 fő (2024).

## Népesség
A település népessége az utóbbi években az alábbiak szerint változott:
| Lakosok száma | 1001 | 1020 | 1075 | 1100 | 1123 | 1080 | 951  | 922  | 905  | 915  |
|               | 2001 | 2004 | 2007 | 2009 | 2012 | 2014 | 2017 | 2019 | 2022 | 2024 |